# Довголіська сільська рада (Гомельський район)
Довголіська сільська рада (біл. Даўгалескі сельсавет) — сільська рада на території Гомельського району Гомельської області Республіки Білорусь.

## Історія
Довголіська сільрада утворена на початку 1920-х років.
8 грудня 1926 перейменована в Карналінську сільраду (за назвою населеного пункту Карналін), але центр сільради залишився в селі Довголісся. 
У 1954 році перейменована у Василевську сільраду. 
У 1965 році отримала свою нинішню назву.

## Склад
Довголіська сільрада охоплює 10 населених пунктів:
- Васильово — село;
- Довголісся — село, центр сільради;
- Дубовець — селище;
- Карналін — село;
- Межи — селище;
- Мирний — селище;
- Михальки — агромістечко;
- Нагорне — селище;
- Нєкрасове — селище;
- Стукачовка — село.

До складу Довголіської сільради до 1941 року входило селище Білий Берег, яке нині не існує.